# Quai de la Charente
Der Quai de la Charente ist ein Kai am Canal Saint-Denis im 19. Arrondissement von Paris.

## Lage
Die Straße liegt am östlichen Ufer des Canal Saint-Denis. Sie ist zwischen dem Boulevard Macdonald und der Avenue Corentin Cariou eine Autostraße. Danach wird sie Richtung Süden zum Fahrradweg bis zur Mündung des Kanals.

## Namensursprung
Die Straße ist nach dem Fluss Charente benannt worden. Dieser Fluss gibt auch zwei Departements den Namen: Charente und Charente-Maritime.

## Geschichte
Diese Straße des ehemals selbständigen Dorfs La Villette erhielt ihren heutigen Namen im Jahr 1863, als sie an das Pariser Straßennetz angeschlossen wurde.